# Keigo Kusaba
Keigo Kusaba (草場 啓吾, Kusaba Keigo, né le 8 septembre 1996 à Kasugai) est un coureur cycliste japonais. 

## Biographie
En 2014, Keigo Kusaba termine deuxième du championnat du Japon et du championnat d'Asie dans le contre-la-montre, chez les juniors (moins de 19 ans). Il effectue ensuite la totalité de son cursus espoir au sein de l'équipe de l'université Nihon. Dans cette catégorie, il est notamment quatrième du championnat du Japon et dixième du championnat d'Asie en 2018. 
En 2019, il se classe troisième d'une étape sur le Tour de Hokkaido et dixième du champion du Japon sur route. Sa saison 2020 est perturbée par la pandémie de Covid-19, comme pour l'ensemble des coureurs du continent asiatique. Il participe néanmoins au Tour de Langkawi, où il réalise deux tops dix au sprint. 
En 2021, il devient champion du Japon sur route à Hiroshima.

## Palmarès sur route

### Par année
- 2014
  - 2e du championnat du Japon du contre-la-montre juniors
  -  Médaillé de bronze du championnat d'Asie du contre-la-montre juniors
- 2021
  -  Champion du Japon sur route

### Classements mondiaux
| Année                                 | 2018  | 2019  | 2020 | 2021 | 2022  | 2023  | 2024  |
| ------------------------------------- | ----- | ----- | ---- | ---- | ----- | ----- | ----- |
| Classement mondial                    | 1479e | 1487e | nc   | 556e | 1307e | 1435e | 2156e |
| UCI Asia Tour                         | 233e  | 117e  | nc   | 7e   | 97e   | nc    | nc    |
|                                       |       |       |      |      |       |       |       |
| Légende : nc = non classéSource : UCI |       |       |      |      |       |       |       |

## Palmarès sur piste

### Championnats nationaux
- 2016
  -  Champion du Japon de poursuite par équipes (avec Hiroki Moriguchi, Hiromi Sakamoto et Keitarō Sawada)
- 2017
  - 3e du championnat du Japon de poursuite par équipes
- 2019
  - 3e du championnat du Japon de l'américaine
  - 3e du championnat du Japon de scratch